# L'amore è un trucco
L'amore è un trucco è un film diretto dal regista Ken Kwapis.
La trama di base ha molte analogie con la sitcom La Tata (in originale The Nanny) della quale era protagonista in quegli anni proprio Fran Drescher.
Ci sono delle analogie anche con il film "Tutti insieme appassionatamente" diretto da Robert Wise.

## Trama
Il film si svolge in un paese di fantasia chiamato Slovezia, governato dal dittatore Boris Pochenko. L'estetista statunitense Joy Miller salva i suoi studenti da un incendio scoppiato durante una lezione di trucco e finisce in prima pagina come eroina. A causa dell'articolo viene scambiata per una classica educatrice e non per un'estetista e viene assunta per i quattro figli del presidente, che hanno bisogno di un'insegnante. La nuova istitutrice si troverà un po' stretta nel  suo nuovo ruolo in un paese ancora molto arretrato. Porterà una ventata di novità e di idee innovative che coinvolgeranno l'intero piccolo Stato. Il presidente stesso non rimarrà immune al fascino della novità e della donna.

## Produzione
Il film è stato girato nella Greystone Mansion (interno) a Beverly Hills, Los Angeles, Praga e al Castello di Sychrov (esterno) in Cechia. Le riprese del film si svolsero dal 30 giugno al 3 settembre 1996.